# Persone di nome Jean-Paul
| Questa pagina contiene informazioni ricavate automaticamente dalle voci biografiche con l'ausilio del template Bio e di un bot. L'aggiornamento è periodico e automatico e ricostruisce completamente la pagina. Se manca una persona in questa lista, sei pregato di non aggiungerla, ma accertati piuttosto che la sua voce biografica contenga il template Bio e che i dati anagrafici siano correttamente compilati. Se il template Bio manca, inseriscilo tu stesso o, in alternativa, metti l'avviso {{tmp\|Bio}} che ne segnala la mancanza. Se i dati riportati sono sbagliati, correggi direttamente la voce biografica; le modifiche saranno visibili in questa lista entro pochi giorni. Per chiarimenti vedi il progetto antroponimi. La lista contiene solo le 65 persone che sono citate nell'enciclopedia e per le quali è stato implementato correttamente il template Bio. Pagina aggiornata al 16 ott 2024. |

Questa è una lista di persone presenti nell'enciclopedia che hanno il prenome Jean-Paul, suddivise per attività principale.

## Allenatori di calcio(4)
- Jean-Paul Brigger, allenatore di calcio e ex calciatore svizzero (Sankt Niklaus, n. 1957)
- Jean-Paul van Gastel, allenatore di calcio e ex calciatore olandese (Breda, n. 1972)
- Jean-Paul de Jong, allenatore di calcio e ex calciatore olandese (Utrecht, n. 1970)
- Jean-Paul Rabier, allenatore di calcio e ex calciatore francese (Vendôme, n. 1955)

## Allenatori di pallacanestro(1)
- Jean-Paul Rebatet, allenatore di pallacanestro francese (Parigi, n. 1951)

## Arcivescovi cattolici(2)
- Jean-Paul James, arcivescovo cattolico francese (Rennes, n. 1952)
- Jean-Paul Vesco, arcivescovo cattolico francese (Lione, n. 1962)

## Attori(4)
- Jean-Paul Belmondo, attore francese (Neuilly-sur-Seine, n. 1933 - Parigi, † 2021)
- J. P. Manoux, attore, doppiatore e comico statunitense (Fresno, n. 1969)
- Jean-Paul Roussillon, attore francese (Parigi, n. 1931 - Auxerre, † 2009)
- Jean-Paul Rouve, attore, regista e sceneggiatore francese (Dunkerque, n. 1967)

## Botanici(1)
- Jean-Paul de Rome d'Ardène, botanico, agronomo e presbitero francese (Mane, n. 1690 - Saint-Michel-l'Observatoire, † 1769)

## Calciatori(12)
- Jean-Paul Abalo, ex calciatore togolese (Lomé, n. 1975)
- Jean-Paul Akono, ex calciatore e allenatore di calcio camerunese (Yaoundé, n. 1952)
- Jean-Paul Bertrand-Demanes, ex calciatore francese (Casablanca, n. 1952)
- Jean-Paul Boëtius, calciatore olandese (Rotterdam, n. 1994)
- Jean-Paul Eale Lutula, calciatore ruandese (Kinshasa, n. 1984)
- Jean-Paul Escale, ex calciatore francese (Barbazan-Debat, n. 1938)
- Jean-Paul Habyarimana, ex calciatore ruandese (n. 1982)
- Jean-Paul Kalala, ex calciatore della Repubblica Democratica del Congo (Lubumbashi, n. 1982)
- Jean-Paul Ndeki, ex calciatore camerunese (n. 1982)
- Jean-Paul Rostagni, ex calciatore francese (Drap, n. 1948)
- Jean-Paul Vonderburg, ex calciatore svedese (n. 1964)
- Jean-Paul Yontcha, ex calciatore camerunese (Yaoundé, n. 1983)

## Cantanti(1)
- Jean-Paul Mauric, cantante francese (Hyères, n. 1933 - Marsiglia, † 1971)

## Cestisti(1)
- Jean-Paul Beugnot, cestista francese (Schiltigheim, n. 1931 - Montpellier, † 2001)

## Danzatori(1)
- Jean-Pierre Andréani, ballerino francese (Le Petit-Quevilly, n. 1929 - Parigi, † 2020)

## Direttori d'orchestra(1)
- Jean-Paul Penin, direttore d'orchestra francese (Saint-Dizier)

## Dirigenti sportivi(1)
- Jean-Paul van Poppel, dirigente sportivo e ex ciclista su strada olandese (Arnhem, n. 1962)

## Economisti(1)
- Jean-Paul Fitoussi, economista francese (La Goletta, n. 1942 - Parigi, † 2022)

## Filosofi(1)
- Jean-Paul Curnier, filosofo e saggista francese (Arles, n. 1951 - Arles, † 2017)

## Fondisti(1)
- Jean-Paul Pierrat, ex fondista francese (Xonrupt-Longemer, n. 1952)

## Funzionari(1)
- Jean-Paul Huchon, funzionario e politico francese (Parigi, n. 1946)

## Hockeisti su ghiaccio(1)
- Jean-Paul Parisé, hockeista su ghiaccio e allenatore di hockey su ghiaccio canadese (Smooth Rock Falls, n. 1941 - Prior Lake, † 2015)

## Illustratori(1)
- Jean-Paul Goude, illustratore e regista francese (Saint-Mandé, n. 1938)

## Imprenditori(2)
- Jean-Paul Agon, imprenditore francese (Boulogne-Billancourt, n. 1956)
- Jean-Paul Gut, imprenditore francese (n. 1961)

## Ingegneri(1)
- Jean-Paul Nerrière, ingegnere francese

## Judoka(1)
- Jean-Paul Coche, ex judoka francese (Nizza, n. 1947)

## Latinisti(1)
- Jean-Paul Thuillier, latinista e etruscologo francese (Lione, n. 1943)

## Magistrati(1)
- Jean-Paul Costa, magistrato francese (Tunisi, n. 1941 - Chantérac, † 2023)

## Matematici(1)
- Jean-Paul Benzécri, matematico, statistico e filosofo francese (Orano, n. 1932 - Villampuy, † 2019)

## Musicisti(2)
- Jean-Paul Maunick, musicista e produttore discografico britannico (Mauritius)
- Jean-Paul Poletti, musicista francese (Ajaccio, n. 1949)

## Navigatori(1)
- Chevalier Paul, navigatore e militare francese (n. 1598 - Tolone, † 1667)

## Pallanuotisti(1)
- Jean-Paul Weil, ex pallanuotista francese (Strasburgo, n. 1941)

## Piloti di rally(2)
- Jean-Paul Bosonnet, pilota di rally francese (n. 1944)
- Jean-Paul Cottret, copilota di rally francese (Auxerre, n. 1963)

## Pittori(2)
- Jean-Paul Alaux, pittore e litografo francese (Bordeaux, n. 1788 - Bordeaux, † 1858)
- Jean-Paul Laurens, pittore e scultore francese (Fourquevaux, n. 1838 - Parigi, † 1921)

## Politici(3)
- Jean-Paul Delevoye, politico francese (n. 1947)
- Jean-Paul Marat, politico, medico e giornalista francese (Boudry, n. 1743 - Parigi, † 1793)
- Jean-Paul Proust, politico e funzionario francese (Vaas, n. 1940 - Marsiglia, † 2010)

## Registi(4)
- Jean-Paul Le Chanois, regista e sceneggiatore francese (Parigi, n. 1909 - Passy, † 1985)
- Jean-Paul Rappeneau, regista e sceneggiatore francese (Auxerre, n. 1932)
- Jean-Paul Salomé, regista e sceneggiatore francese (Parigi, n. 1960)
- Picha, regista e animatore belga (Bruxelles, n. 1942)

## Saggisti(1)
- Jean-Paul Manganaro, saggista e traduttore francese (Bordeaux, n. 1944)

## Schermidori(1)
- Jean-Paul Banos, ex schermidore canadese (Lavelanet, n. 1961)

## Scrittori(1)
- Jean-Paul Aron, scrittore e giornalista francese (Strasburgo, n. 1925 - Parigi, † 1988)

## Scultori(1)
- Jean-Paul Marcheschi, scultore e pittore francese (Bastia, n. 1951)

## Siepisti(1)
- Jean-Paul Villain, ex siepista francese (Dieppe, n. 1946)

## Stilisti(1)
- Jean-Paul Gaultier, stilista francese (Arcueil, n. 1952)

## Storici(1)
- Jean-Paul Roux, storico, turcologo e islamista francese (Parigi, n. 1925 - Saint-Germain-en-Laye, † 2009)

## Tenori(1)
- Jean-Paul Spesoller de Latour, tenore francese (Parigi, † 1789)